# Ozola ramifascia
Ozola ramifascia är en fjärilsart som beskrevs av Louis Beethoven Prout 1922. Ozola ramifascia ingår i släktet Ozola och familjen mätare. Inga underarter finns listade i Catalogue of Life.